# Oeljanovskklasse
De Oeljanovskklasse (Russisch: Ульяновск) is een NAVO-codenaam voor Projekt 1143.7 (Russisch: проекта 1143.7). Het was een klasse van supervliegdekschepen van de Sovjet-Unie uit de jaren 1980. De klasse was gebaseerd op de Orjolklasse uit de jaren 1970, die nooit voorbij de ontwerpfase was geraakt. De Oeljanovskklasse kreeg eerst de naam Kremlin, maar werd later genoemd naar Lenins geboortestad Oeljanovsk. De klasse was ontworpen om 70 gevechtsvliegtuigen van verschillende typen mee te kunnen nemen, meer dan de Admiral Gorsjkov. De aandrijving zou gebeuren met kernenergie.

## Schepen
- Oeljanovsk (schip): De bouw van de Oeljanovsk begon op 25 november 1988. Na het uiteenvallen van de Sovjet-Unie werd de bouw op 1 november 1991 gestaakt. Het schip was toen ongeveer 40% voltooid. De afbraak begon op 4 februari 1992.
- Er was ook een zusterschip van de Oeljanovsk gepland. Bij de annulering waren al metalen onderdelen klaar die daarna ook gesloopt werden.